# Taverna (Italia)
Taverna è un comune italiano di 2 481 abitanti della provincia di Catanzaro, situato ai piedi della Sila Piccola. Il territorio comunale è compreso tra i 358 e i 1765 metri s.l.m. del monte Gariglione.

## Storia

### Le origini
La leggenda narra che Taverna, anticamente chiamata Trischene, fu fondata ai tempi della dominazione greca in Calabria, quando Astiochema, Medicastena ed Attila, le tre sorelle di Priamo, sopravvissute alla distruzione di Troia, approdarono a Uria (attualmente frazione del comune di Sellia Marina) e vi edificarono la città. Trischene etimologicamente vuol dire tre luoghi o tre tabernacoli (Treis Schenè), ma altre interpretazioni la indicano anche come tre generazioni di uomini.
Le origini greche sono comprovate dal ritrovamento di scheletri e di monete antiche, coniate con un'effigie rappresentante, sul dritto, i tre tabernacoli e, sul rovescio, il Minotauro.
Trischene, nei secoli VIII-VII a.C., fu sotto la dominazione della città di Crotone e, successivamente con l'espansione romana, si pose sotto la protezione di Roma per sfuggire alle armate dei Bruzi e dei Cartaginesi, all'epoca alleati.

### Dominazione bizantina e prima distruzione
Dopo la caduta dell'Impero romano d'Occidente, Trischene cade sotto la dominazione bizantina e ne troviamo testimonianza in un documento storico del XII secolo, rinvenuto nella Chiesa di San Giovanni a Carbonara a Napoli. Il manoscritto in questione è il Chronica Trium Tabernarum scritto da Ruggero Carbonello, diacono canonico della Chiesa di Catanzaro.
Il documento fu pubblicato, per la prima volta nel 1642, da Ferdinando Ughelli nell'opera Italia Sacra, il quale lo indicava come un falso storico per le sue inesattezze, per i riferimenti confusi ed, infine, per la mancanza del senso cronologico degli eventi.
La cronaca narra che Trischene fu assediata e distrutta dai saraceni nell'852, così come la maggior parte delle città di entrambi i versanti calabresi. Il Principato di Benevento approfittò della situazione conquistando con facilità parte della Calabria e della Lucania. Nell'885 l'imperatore bizantino Basilio I ordinò all'armata guidata da Niceforo Foca il vecchio di riconquistare i temi bizantini.
In questo periodo storico ritroviamo, nella descrizione del Carbonello, la figura del condottiero Giordano che ebbe il compito, secondo la cronaca citata, di ricostruire nell'entroterra della regione le città distrutte, così da poterle fortificare e renderle molto più sicure.
Nasce così Taberna o Taverna Vecchia, fondata dagli esuli di Trischene, situata sul Monte Panormite tra gli attuali comuni di Albi e Sellia, dove Giordano acconsentì alla richiesta di costruire una nuova diocesi.
C'è, però, un'altra versione, dello storico Ferrante Galas, che fa risalire la fondazione di Taberna al tempo dell'imperatore Niceforo II Foca.

### Dominazione normanna e seconda distruzione
Con l'avvento dei Normanni, nella seconda metà dell'XI secolo, Taberna fu conquistata dalle armate di Roberto il Guiscardo che la diede al nipote Baiolardo, il quale valorizzò la città con la costruzione di un imponente sistema difensivo, supportato anche dagli impervi pendii che circondano la zona.
In questo periodo, presumibilmente nel 1064 circa, cominciò anche la costruzione del castello situato alle pendici della Sila Piccola, denominato Torrazzo, e del castello di Sellia, che veniva utilizzato allo scopo di sentinella per eventuali invasioni dal mare.
Dopo la rivolta feudale dei nobili catanzaresi e il successivo tradimento di Matteo Bonello al re Guglielmo I il Malo, Taberna ospitò nella sua fortezza la contessa Clemenza di Catanzaro e sua madre Segelgarda. Guglielmo I, quindi, nel 1162, pose sotto assedio la città di Taberna, che inizialmente resse l'attacco, tanto da spingere il re a spostare la sua attenzione alla rivolta pugliese.
Sedati tutti i focolai di guerra nella Puglia, le armate che rientrarono sottoposero ad un secondo assedio Taberna che, avendo sopravvalutato le sue capacità difensive, fu espugnata e rasa completamente al suolo. La contessa Clemenza fu arrestata e la rivolta fu spenta nel sangue.

### Taverna Nuova

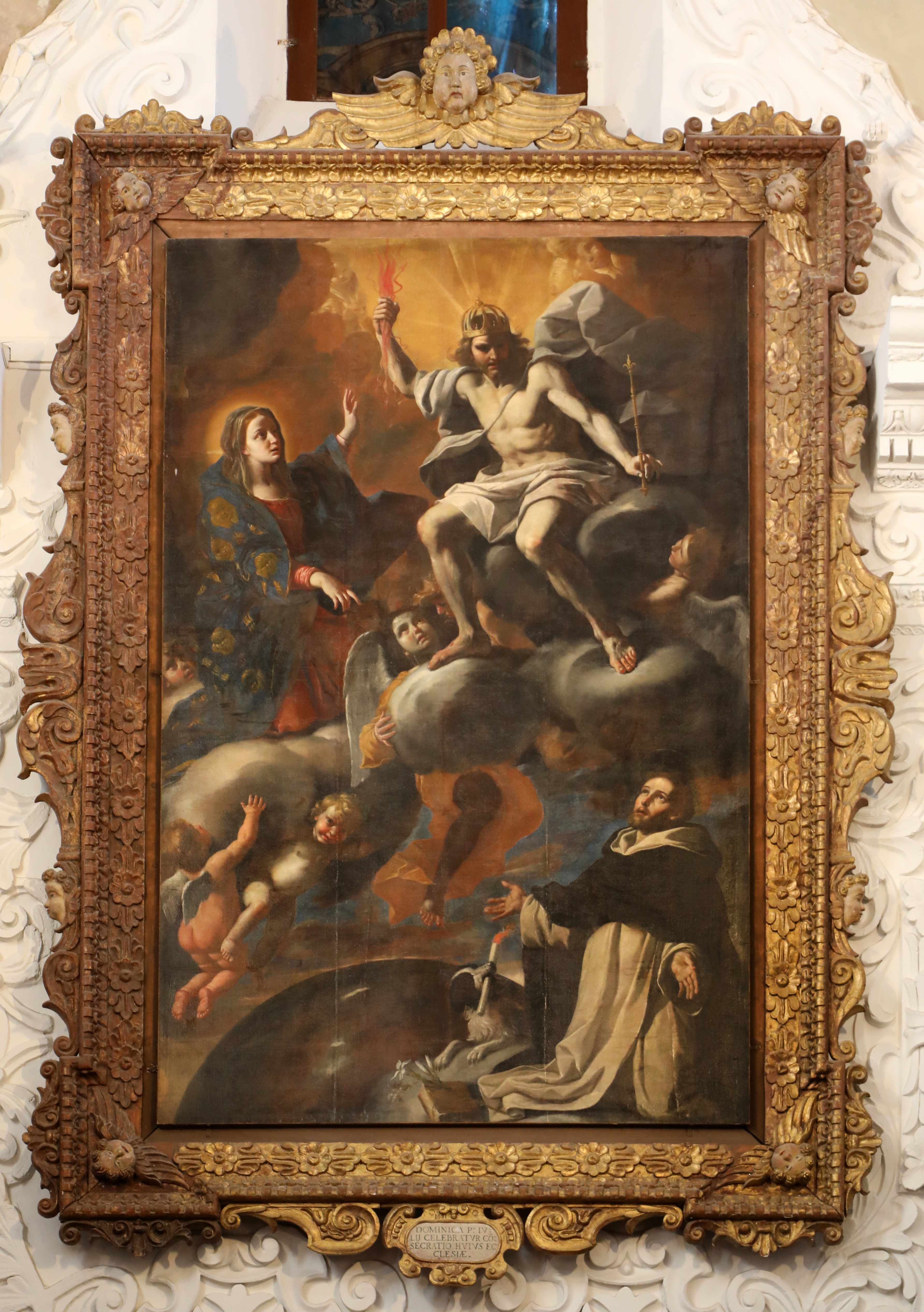
Mattia Preti, Visione di san Domenico, 1681, San Domenico, Taverna

Taberna, dopo la sua distruzione, fu completamente abbandonata dalla popolazione ridotta alla miseria sia dalle guerre sia dalla continua lotta tra Angioini e Aragonesi per l'eredità di Giovanna II di Napoli. Gli esuli si stabilirono attorno ai casali di Bompignano (oggi quartiere Santa Maria) fondando l'attuale cittadina di Taverna, situata tra i torrenti Alli e Litrello, ai piedi della Sila Piccola.
Nel febbraio del 1443, Alfonso d'Aragona concesse alla cittadina la demanialità, che restò in vigore fino al 1630, fino a quando Filippo IV decise di vendere Taverna al Principe Ettore Raveschieri, il quale la rese libera, subito dopo aver ricevuto il pagamento del riscatto.
I cittadini ora dipendevano direttamente dal sovrano, dal quale ottenevano franchigie e altre agevolazioni economiche, tra cui ricordiamo:
- l'amministrazione della giustizia affidata ai funzionari regi;
- le franchigie sul frumento;
- l'alleggerimento delle tasse;
- le procrastinazioni dei pagamenti;
- gli esoneri fiscali;
- la facoltà di rifornimento delle vettovaglie dalle aree urbane vicine.

L'arco temporale di queste concessioni parte dal regno di Alfonso D'Aragona e termina con Carlo V nel 1536, che conferma anche i privilegi concessi da tutti gli altri sovrani che regnarono prima di lui.

## Monumenti e luoghi d'interesse

### Architetture religiose

#### Chiesa di San Domenico

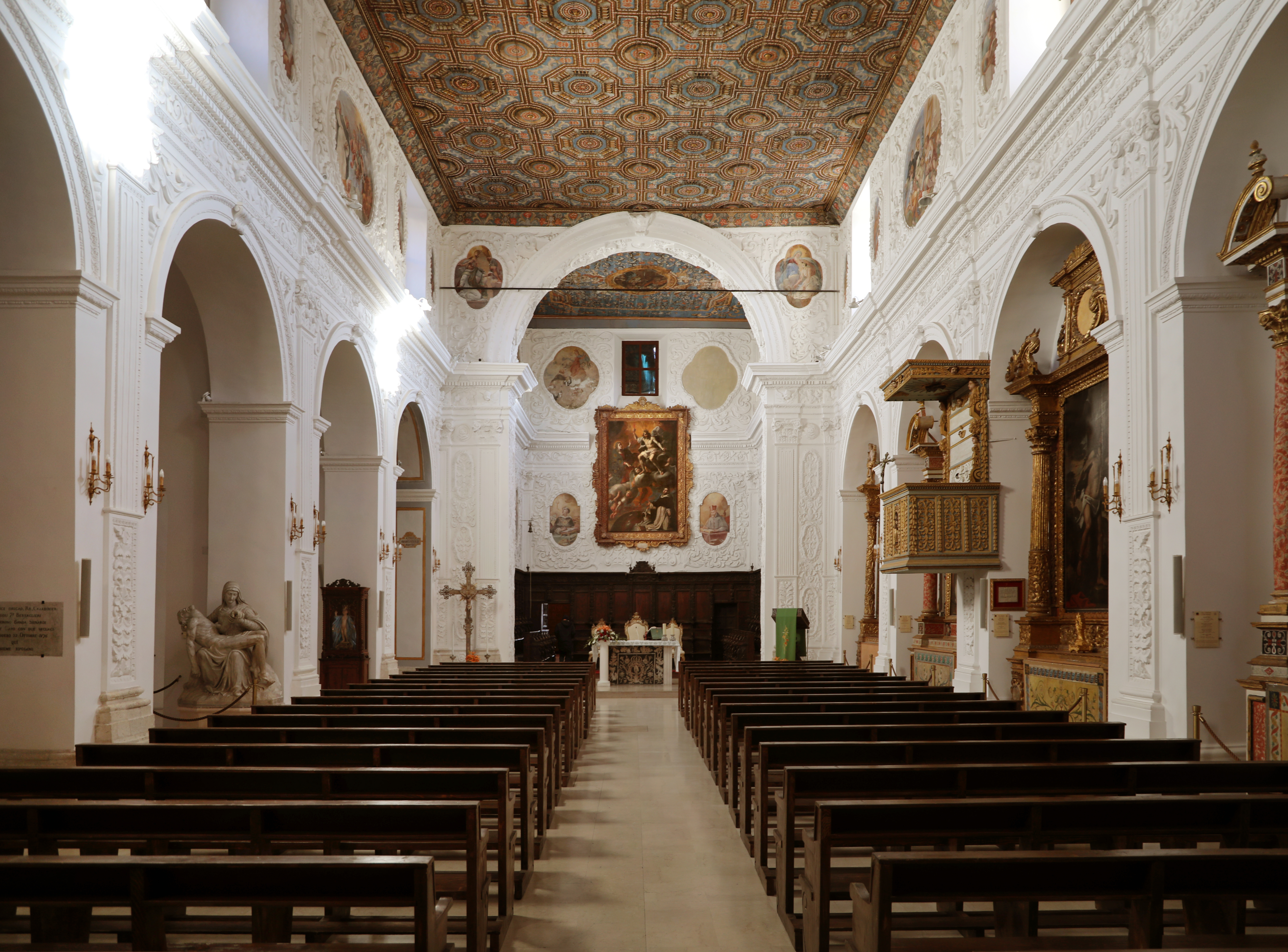
San Domenico

La costruzione dell'edificio religioso comincia con la fondazione del cenobio dei Padri Domenicani il 4 gennaio 1464, ad opera di Fra Paolo da Mileto, come testimonia la bolla di fondazione data dal Papa Paolo II.
Secondo le ricerche di Alfonso Frangipane, la chiesa fu costruita inizialmente utilizzando il tufo ed, infatti, subì gravi danni col terremoto del 1662.
Nel 1678 venne demolito l'altare, anch'esso in tufo, mentre in tutta la chiesa riprendevano i lavori di ricostruzione dell'intero pavimento della navata e delle decorazioni interne.
Gli stilemi che ritroviamo ancora oggi, furono realizzati da Mattia Preti, stilisticamente molto vicini a quelli della concattedrale di San Giovanni a La Valletta.
La ricostruzione terminò nel 1680, la data coincide con l'iscrizione alla base dell'altare dedicato a San Domenico.
Nel 1682, invece, la famiglia Poerio finanziò la costruzione dell'altare del Santissimo Crocefisso.

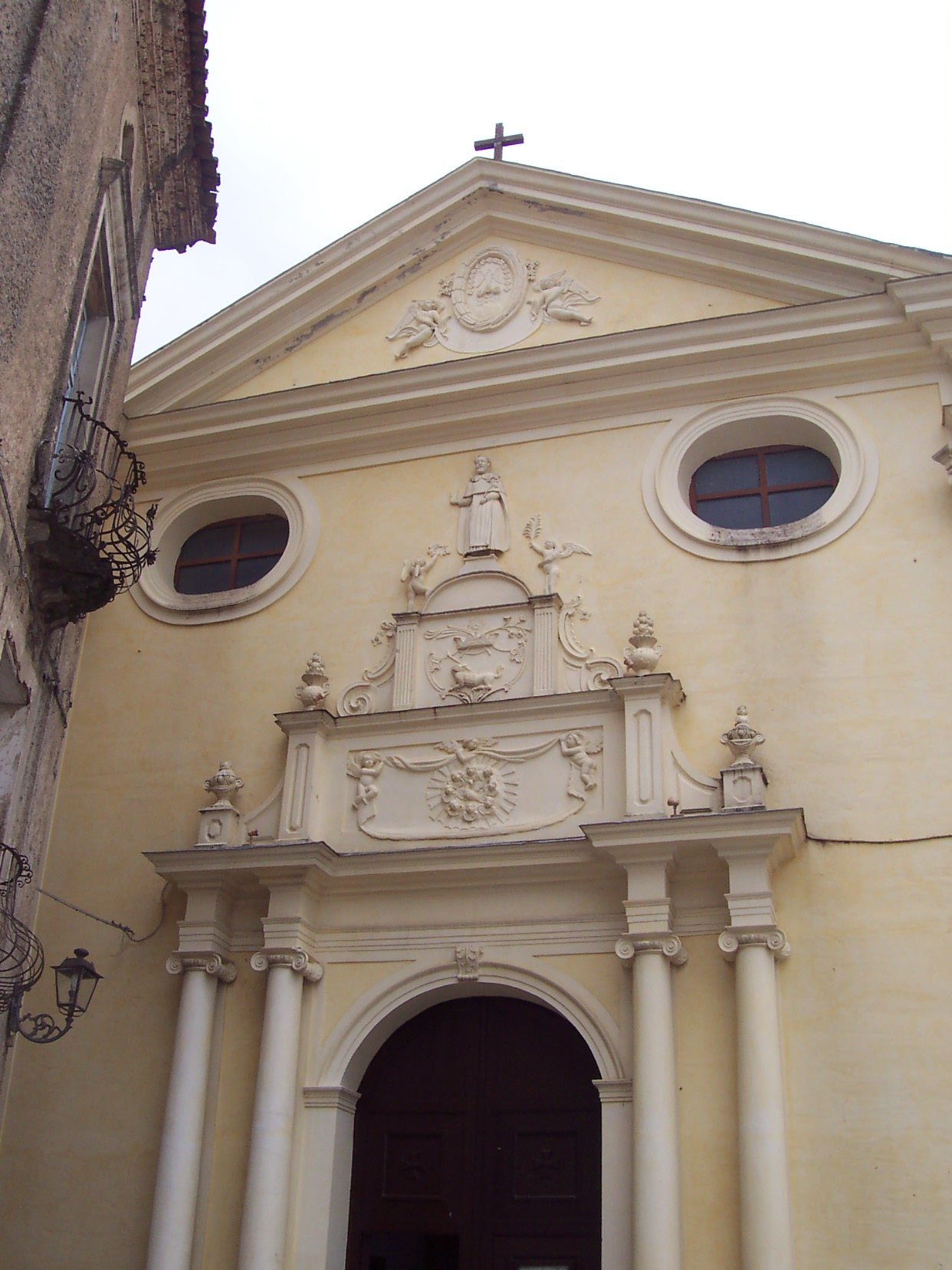
La facciata della Chiesa di San Domenico

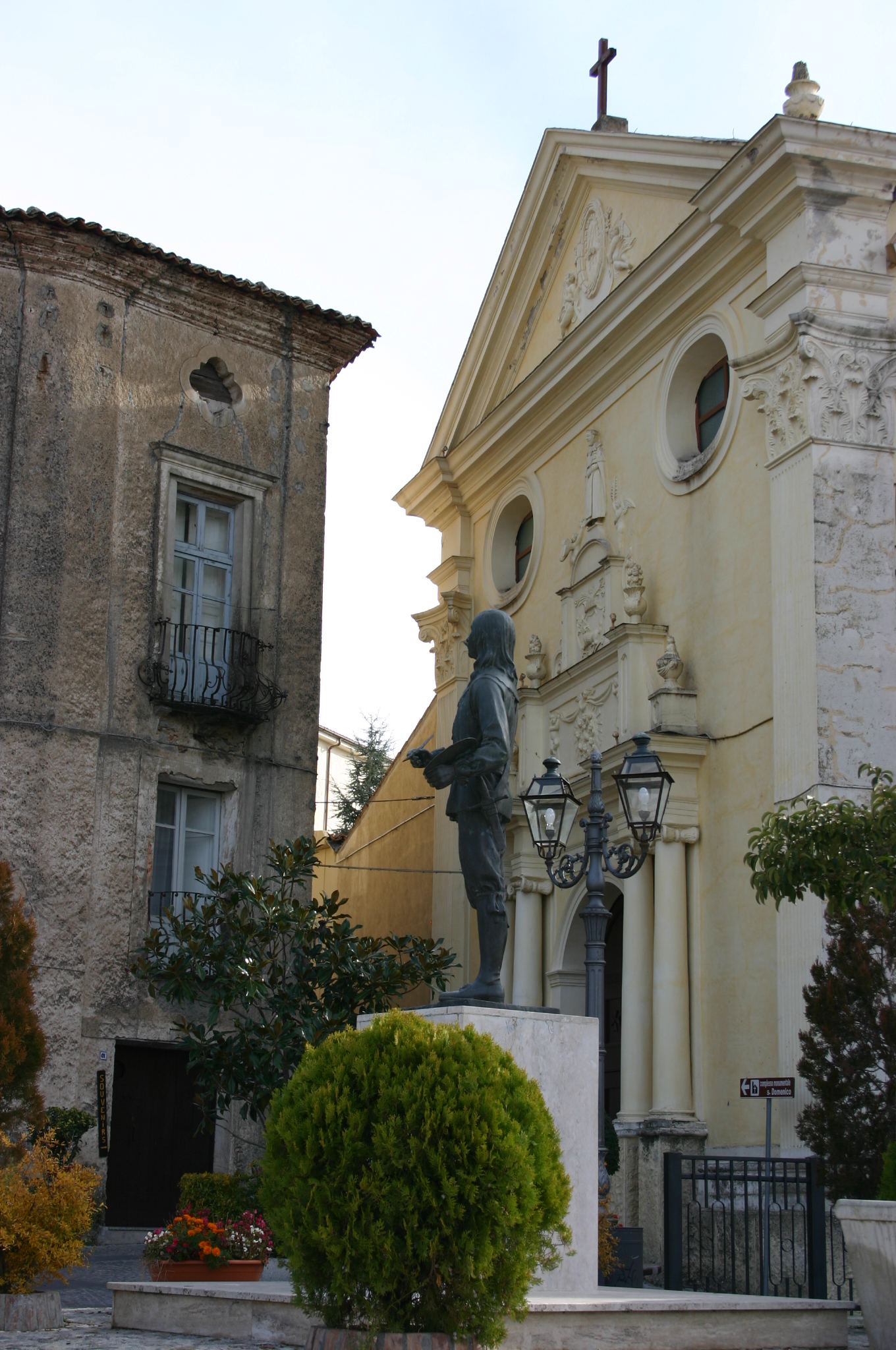
Chiesa di San Domenico e la Statua di Mattia Preti

Il ciclo degli affreschi che raffigura le Storie della vita di San Domenico, situate sopra le arcate della navata centrale, fu ultimato nel 1693 e fu in parte progettato da Mattia Preti, ma concluso poi da artisti minori.
Papa Innocenzo VIII, con la bolla del 22 agosto 1748, unì l'Hospitale di Taverna, sede dell'amministrazione cittadina, al convento. In quello stesso anno, all'interno della chiesa, fu eretta la Cappella dedicata al patrono San Sebastiano Martire, mentre nel 1794-1795, iniziarono i lavori di riedificazione del campanile.
Con la dominazione francese, agli inizi del XIX secolo, il convento fu soppresso per poi essere ripristinato nel 1820.
L'intero archivio della chiesa e la biblioteca dei Domenicani andarono perduti in un incendio del 1861, provocato da un assedio di circa 200 briganti che costrinse la popolazione inerme a barricarsi all'interno della chiesa fino all'arrivo delle Guardie Regie.
Nel 1867 cessa la vita monastica del convento a causa della legge sull'”Eversione dell'asse ecclesiastico”.
Il 26 febbraio del 1970, furono trafugati dalla chiesa 8 dipinti di Mattia Preti, La Madonna delle Grazie di Gregorio Preti e due opere di autori ignoti del XVII secolo. La chiesa fu chiusa dopo il furto. Le opere furono ritrovate appena due anni dopo, e sottoposte ad un accurato restauro ad opera dei laboratori di Cosenza, Napoli e Roma. Furono, poi, riportate nella chiesa che riaprì al culto nel settembre del 1988.

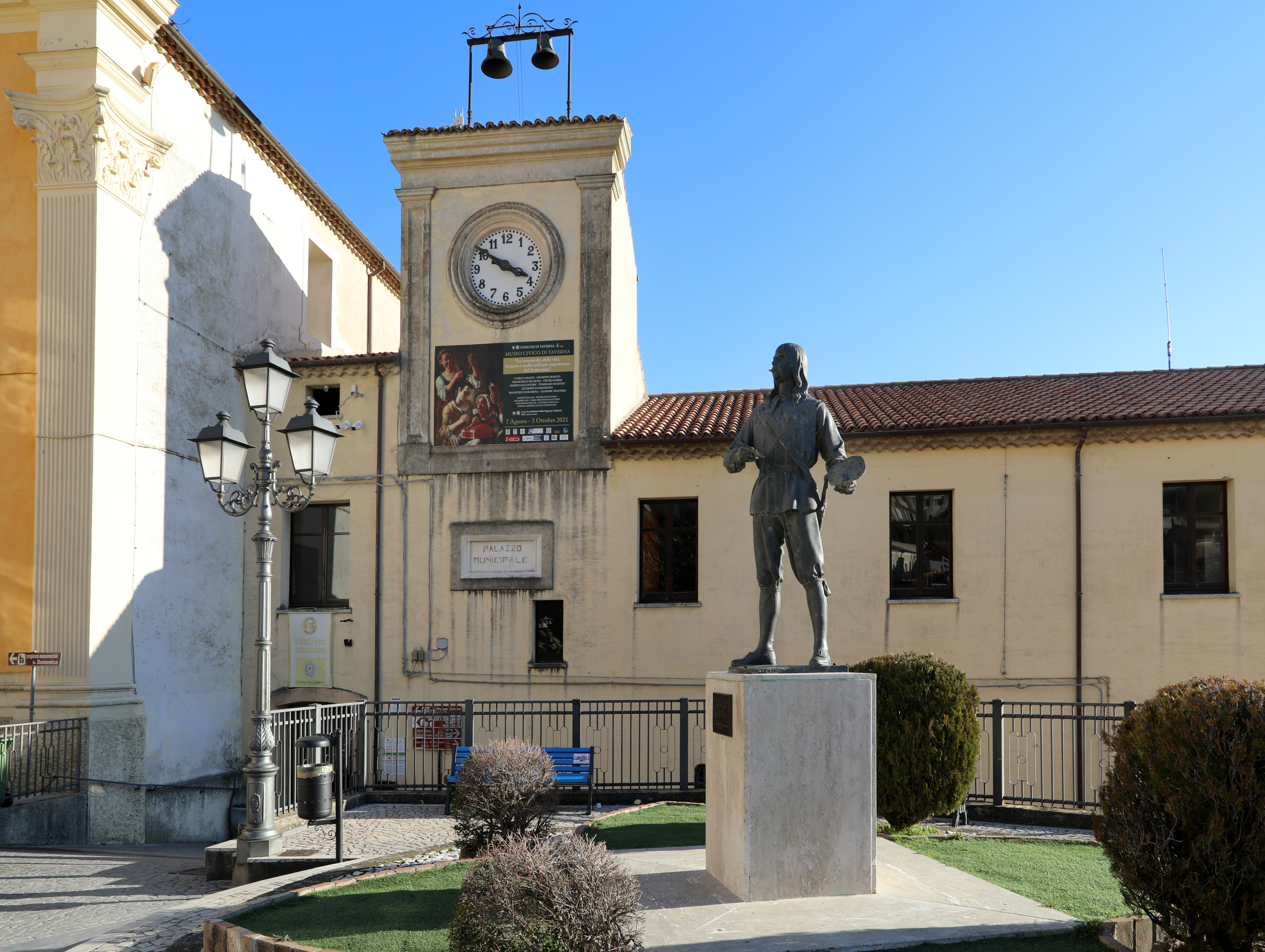
Il Palazzo municipale
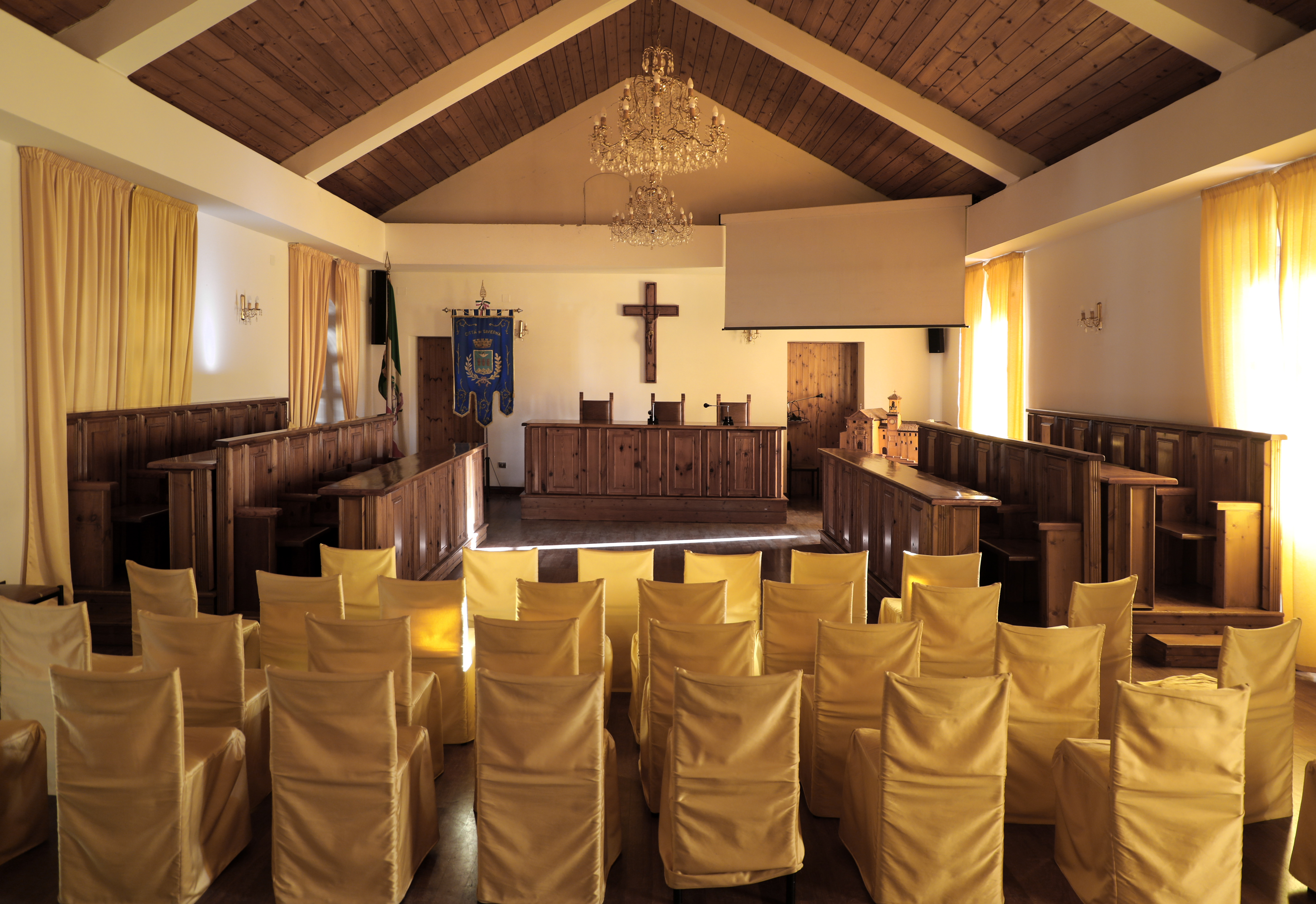
La sala consiliare

#### Chiesa di Santa Barbara

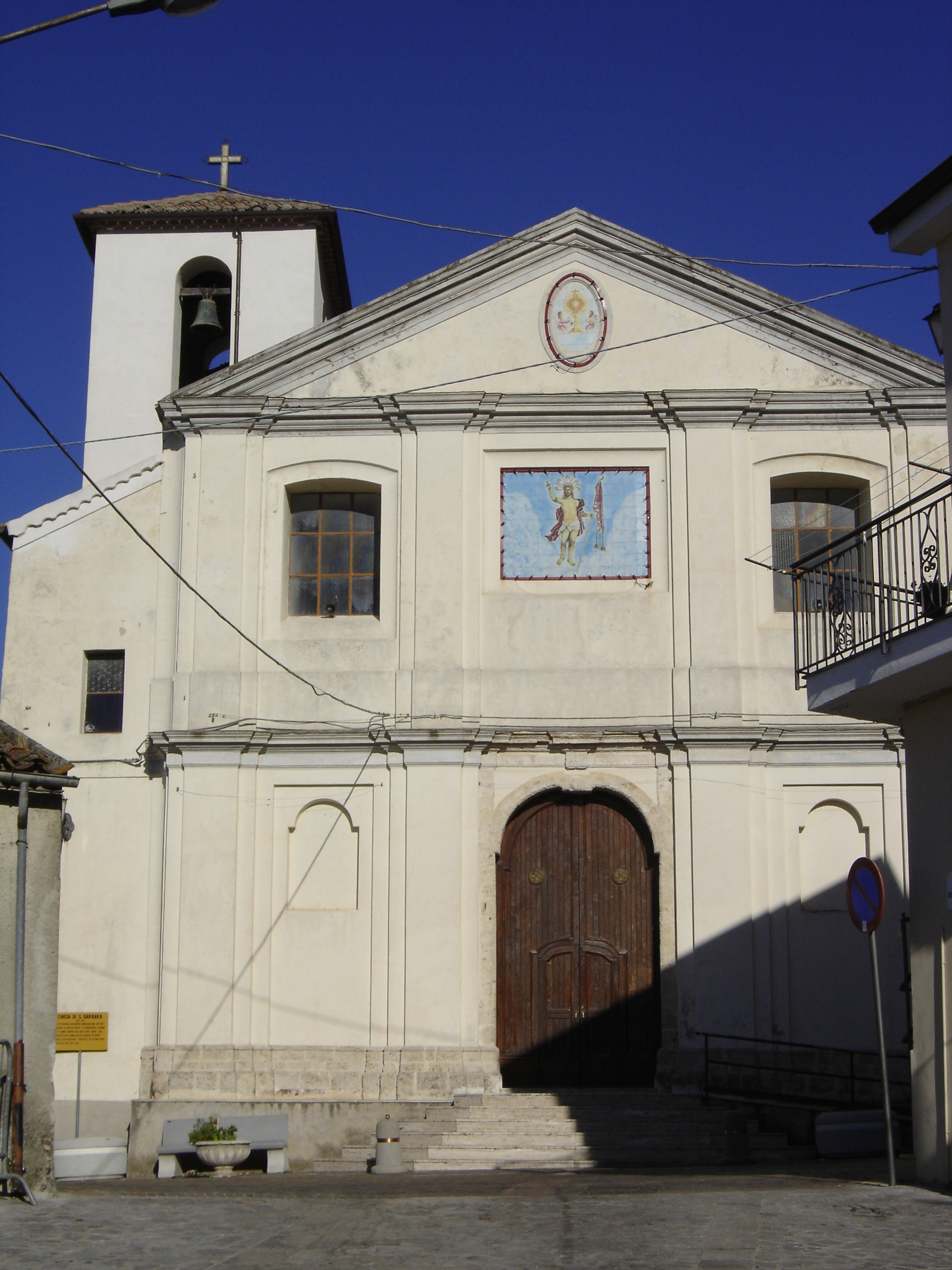
Chiesa di Santa Barbara

La prima costruzione della chiesa risale al 1427, ad opera dei frati francescani, proprio nel periodo in cui si stava organizzando l'esodo da Taberna nella nuova città.
Nel 1438, Papa Eugenio IV attribuisce alla chiesa di Santa Barbara il titolo di Chiesa Arcipretale.
Alfonso Vincenzo Poerio, nel 1651, fonda l'altare padronale della Purificazione.
Nel 1655, Don Francesco Cirillo dà il via alla costruzione dell'altare di Santa Maria del Loreto e Marcello Anania invia da Roma delle reliquie da conservare all'interno della chiesa.
Nel 1691, ai lati della navata troviamo sei altari oltre quelli già citati e sono:
- l'altare del Santissimo Crocifisso, fondato da Agostino Cristiano;
- l'altare del Santissimo Salvatore;
- l'altare di San Francesco Saverio;
- l'altare dell'Ascensione, fondato da Don Paolo Ricca;
- l'altare dell'Assunta, fondato da Prudenza Marzotto;
- l'altare della Madonna dell'Arco, fondato da Giovanni Parrello.

A seguito del terremoto del 1783 la chiesa subì gravi danni e fu soggetta ad una serie di lavori di consolidamento e, successivamente, fu arricchita con varie opere tra cui il Crocifisso Ligneo e la Pala della Madonna delle Grazie di Fabrizio Santafede.
Nella seconda metà dell'Ottocento venne trasferito temporaneamente dalla chiesa padronale di San Giovanni Battista il dipinto denominato Il battesimo di Cristo di Mattia Preti, che trovò collocazione su un pilastro della navata.
Nel 1970, subito dopo il furto avvenuto nella chiesa di San Domenico, seguì quello del dipinto Cristo Fulminante esposto temporaneamente in Santa Barbara. Nel 1988 la maggior parte delle opere fu recuperata e nuovamente esposta sugli altari originari.

#### Chiesa di Santa Maria Maggiore

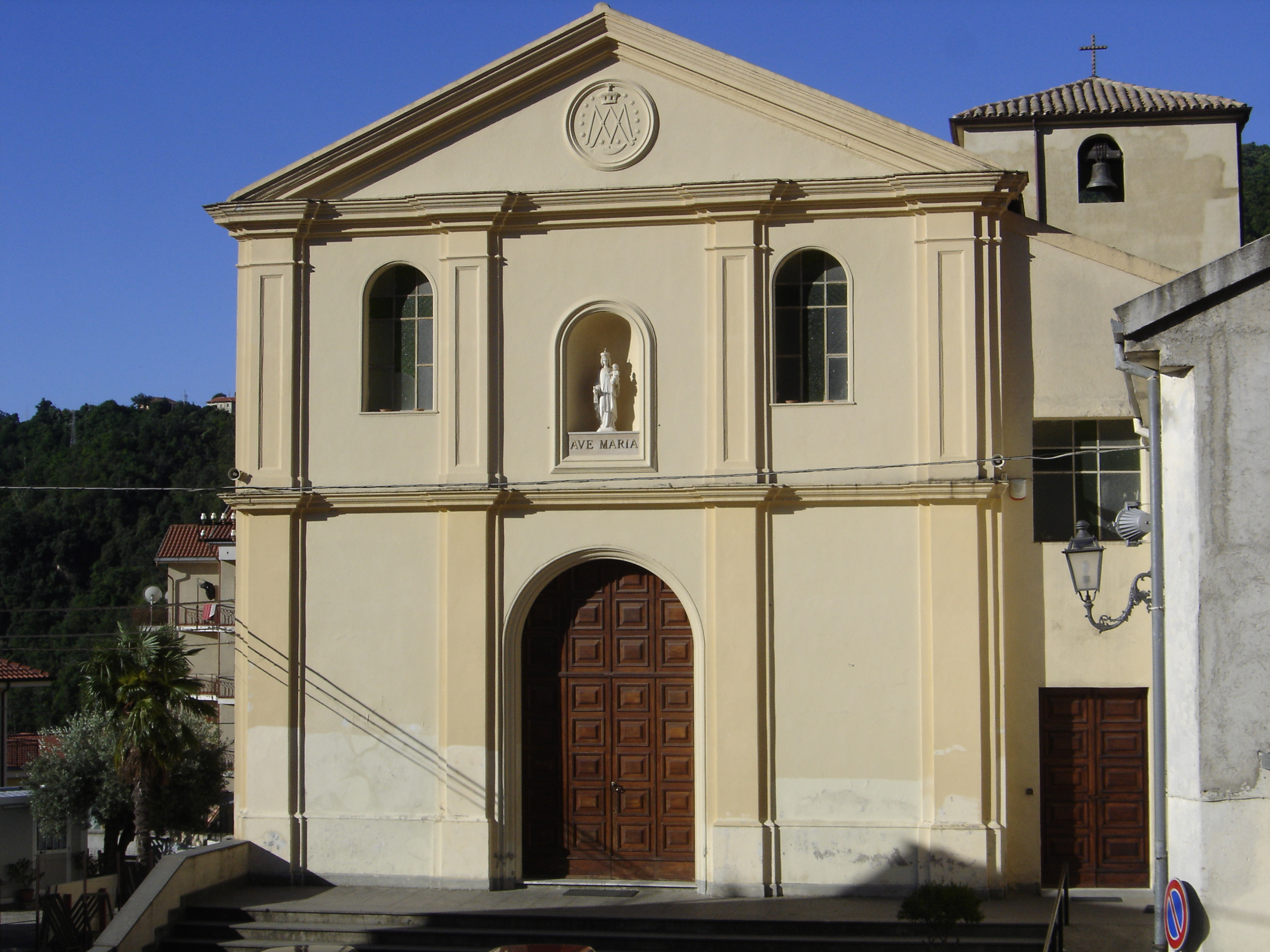
Chiesa di Santa Maria Maggiore

Storicamente è la prima chiesa di Taverna, infatti la sua fondazione coincide con l'esodo da Taberna ai casali di Bompignano dell'attuale Taverna.
Il 14 luglio 1477, Giovanni Geraldino, vescovo di Catanzaro, assegna il titolo di Collegiata alla chiesa.
Agli inizi del XVII secolo la chiesa viene ristrutturata e viene arricchita con un vasto arredamento. Nel 1605 e nel 1614 vengono commissionati due dipinti all'artista fiorentino Giovanni Balducci, mentre nel 1609 lo scultore napoletano Marco Santillo realizza il Crocifisso ligneo.
Sempre agli inizi del XVII secolo, vengono commissionati vari dipinti, tra cui quelli realizzati dal pittore siciliano Giovanni Bernardino Azzolino per la famiglia Catizzone.
Nel 1655 Marcello Anania invia da Roma le reliquie di San Fortunato Martire che vengono custodite all'interno della chiesa.
Nel 1668 e nel 1684 vengono fondate due Cappelle Padronali, la prima commissionata dalla famiglia Scarnati e dedicata a San Leonardo, la seconda invece commissionata dalla famiglia Carafa e dedicata all'Angelo Custode.
A metà del Settecento l'intero soffitto ligneo della chiesa viene decorato con cinque tele incastonate, realizzate dall'artista Cristoforo Santanna.
Il terremoto del 1783 causò molteplici danni sia alla struttura interna della chiesa sia al campanile, che fu poi ristrutturato nel 1789.
Nel 1954 dopo l'alluvione che colpì la cittadina si verificò anche il crollo parziale della chiesa e la perdita di molte opere di grande interesse artistico. Nel 1958 terminarono i lavori per la ristrutturazione, che cancellarono definitivamente tutti gli stilemi dell'architettura originaria.

## Società

### Evoluzione demografica
Abitanti censiti

## Cultura

### Musei
- Museo civico

## Infrastrutture e trasporti
Il comune è attraversato dalla Strada statale 109 della Piccola Sila.

## Amministrazione
| Periodo           | Periodo           | Primo cittadino      | Partito                                   | Carica  | Note |
| ----------------- | ----------------- | -------------------- | ----------------------------------------- | ------- | ---- |
| 9 giugno 1996     | 16 aprile 2000    | Felice Foresta       | Cristiani Democratici Uniti               | sindaco |      |
| 16 aprile 2000    | 4 aprile 2005     | Gregorio Ferrari     | lista civica di centro-sinistra           | sindaco |      |
| 4 aprile 2005     | 29 marzo 2010     | Sebastiano Angotti   | lista civica di centro-destra             | sindaco |      |
| 29 marzo 2010     | 31 maggio 2015    | Eugenio Canino       | lista civica                              | sindaco |      |
| 31 maggio 2015    | 21 settembre 2020 | Sebastiano Tarantino | lista civica "Insieme per il Bene Comune" | sindaco |      |
| 21 settembre 2020 | in carica         | Sebastiano Tarantino | lista civica "Insieme per il Bene Comune" | sindaco |      |

### Gemellaggi
- Zurrico